# Pontboset
Pontboset ist eine italienische Gemeinde in der autonomen Region Aostatal. Die Gemeinde zählt 170 Einwohner (Stand 31. Dezember 2023), liegt auf einer mittleren Höhe von 780 m s.l.m. und verfügt über eine Größe von 33 km². Die Einwohner Pontbosetini (italienisch) oder Pontbosards (französisch) genannt. Pontboset ist Mitglied der Unité des Communes valdôtaines Mont-Rose.
Pontboset besteht aus den Ortsteilen Pont-Bozet (chef-lieu), La Place, Frassiney, Savin, Trambésère, Pialemont, Piolly, Vareisaz, Terrisse, Valvieille, Frontière, Écreux, Crest dessous, Crest dessus, Percellette, Folliettaz, Délivret, Fournier, La Bourney, Barmelle, Barmacrepaz und Châteigne. Die Nachbargemeinden sind Arnad, Champorcher, Donnas, Hône, Issogne, Traversella und Vico Canavese.
Die beiden letztgenannten Gemeinden liegen im Piemont und sind Teil der Metropolitanstadt Turin.
Während der Zeit des Faschismus trug das Dorf den italianisierten Namen  Pianboseto .

## Einzelnachweise

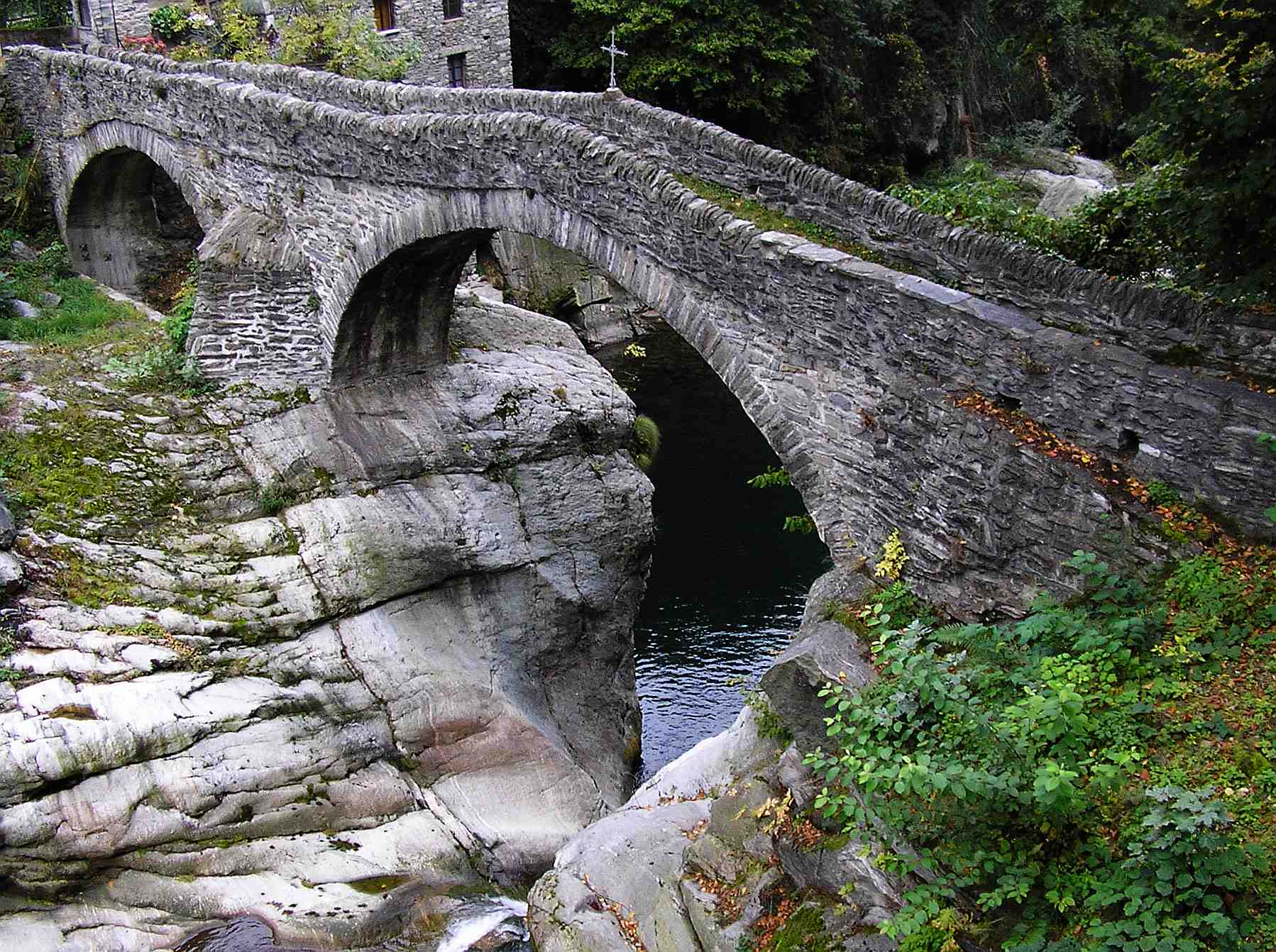
Alte Brücke über den Ayasse in Pontboset